# Élections législatives luxembourgeoises de 1937
Les élections législatives partielles de 1937 (en luxembourgeois : Partiell Chamberwale vum 6. Juni 1937 et en allemand : Kammerwahl vom 6. Juni 1937) ont eu lieu le 6 juin 1937 afin de renouveler vingt-six des cinquante-cinq députés dans les circonscriptions Centre et Nord pour la législature 1937-1940 de la Chambre des députés du Luxembourg.

## Résultats

### Résultats nationaux
| Partis                   | Partis                                                | Voix    | %     | +/- | Sièges | +/- |
| ------------------------ | ----------------------------------------------------- | ------- | ----- | --- | ------ | --- |
|                          | Parti de la droite (RP)                               | 408 773 | 44,05 |     | 9      |     |
|                          | Parti ouvrier (AP)                                    | 238 655 | 25,72 |     | 7      |     |
|                          | Liste démocratique                                    | 102 013 | 10,99 |     | 2      |     |
|                          | Parti radical-libéral (RLP)                           | 99 029  | 10,67 |     | 2      |     |
|                          | Liste libre des paysans, classes moyennes et ouvriers | 32 265  | 3,48  |     | 1      |     |
|                          | Parti libéral (LP)                                    | 27 621  | 2,98  |     | 1      |     |
|                          | Parti des agriculteurs et des classes moyennes (PACM) | 19 634  | 2,12  |     | 0      |     |
| Total des voix           | Total des voix                                        | 927 990 | 100   |     |        |     |
|                          |                                                       |         |       |     |        |     |
| Votes valides            | Votes valides                                         | 73 801  | 94,35 |     |        |     |
| Votes blancs et nuls     | Votes blancs et nuls                                  | 4 419   | 5,65  |     |        |     |
| Total                    | Total                                                 | 78 220  | 100   | -   | 26     | -   |
| Abstentions              |                                                       |         |       |     |        |     |
| Inscrits / Participation |                                                       |         |       |     |        |     |

### Résultats par circonscription
| Sud Est Centre Nord |

|                          |                         |         |         |        |        |         |         |        |        |  |  |  |  |  |  |  |  |
| Sièges                   | Sièges                  | 15      | 15      | 15     |        | 11      | 11      | 11     |        |  |  |  |  |  |  |  |  |
|                          |                         |         |         |        |        |         |         |        |        |  |  |  |  |  |  |  |  |
|                          |                         | Nombre  | Nombre  | %      | %      | Nombre  | Nombre  | %      | %      |  |  |  |  |  |  |  |  |
| Total des voix           | Total des voix          | 610 251 | 610 251 | 100,00 | 100,00 | 317 739 | 317 739 | 100,00 | 100,00 |  |  |  |  |  |  |  |  |
| Valides                  | Valides                 | 42 721  | 42 721  | 93,95  | 93,95  | 31 080  | 31 080  | 94,91  | 94,91  |  |  |  |  |  |  |  |  |
| Blancs et nuls           | Blancs et nuls          | 2 753   | 2 753   | 6,05   | 6,05   | 1 666   | 1 666   | 5,09   | 5,09   |  |  |  |  |  |  |  |  |
| Votants                  | Votants                 | 45 474  | 45 474  | 100,00 | 100,00 | 32 746  | 32 746  | 100,00 | 100,00 |  |  |  |  |  |  |  |  |
| Abstentions              |                         |         |         |        |        |         |         |        |        |  |  |  |  |  |  |  |  |
| Inscrits / Participation |                         |         |         |        |        |         |         |        |        |  |  |  |  |  |  |  |  |
|                          |                         |         |         |        |        |         |         |        |        |  |  |  |  |  |  |  |  |
| Partis                   | Partis                  | Voix    | %       | Sièges | +/−    | Voix    | %       | Sièges | +/−    |  |  |  |  |  |  |  |  |
|                          | RP                      | 223 153 | 36,57   | 6      |        | 185 620 | 58,42   | 3      |        |  |  |  |  |  |  |  |  |
|                          | AP                      | 186 056 | 30,49   | 5      |        | 52 599  | 16,55   | 2      |        |  |  |  |  |  |  |  |  |
|                          | Liste démocratique      | 102 013 | 16,72   | 2      |        |         |         |        |        |  |  |  |  |  |  |  |  |
|                          | RLP                     | 99 029  | 16,23   | 2      |        |         |         |        |        |  |  |  |  |  |  |  |  |
|                          | Liste libre des paysans |         |         |        |        | 32 265  | 10,16   | 1      |        |  |  |  |  |  |  |  |  |
|                          | LP                      | 27 621  | 8,69    | 1      |        |         |         |        |        |  |  |  |  |  |  |  |  |
|                          | PACM                    | 19 634  | 6,18    | 0      |        |         |         |        |        |  |  |  |  |  |  |  |  |

### Composition de la Chambre des députés
| Centre | Nord |
| --- | --- |
| 1. Jean-Pierre Bauer (AP) 2. Tony Biever (RP) 3. Victor Bodson (AP) 4. Marcel Cahen (RLP) 5. Gaston Diderich (RLP) 6. Émile Hamilius (RP) 7. Venant Hildgen (AP) 8. Nicolas Jacoby (RP) 9. Jean-Pierre Kohner (AP) 10. Fernand Loesch (RP) 11. Leo Müller (Liste démocratique) 12. Franz Neu (AP) 13. Jean Origer (RP) 14. Albert Philippe (RP) 15. Pierre Prüm (Liste démocratique) | 1. François Erpelding (AP) 2. Henri Gengler (RP) 3. Antoine Hansen (RP) 4. Nicolas Mathieu (LP) 5. Charles Peffer (RP) 6. Pierre Prüm (Liste libre des paysans) 7. Émile Reuter (RP) 8. Jean-Pierre Schloesser (RP) 9. Tony Schmit (RP) 10. Joseph Simon (RP) 11. Etienne Weber (AP) |